# 이용우 (축구인)
이용우(1977년 7월 20일 ~ )는 대한민국의 전직 축구 선수이다. 현역 시절 포지션은 미드필더였다.